# میکال آکسالو
میکال آکسالو (استونیایی: Mihkel Aksalu؛ زادهٔ ۷ نوامبر ۱۹۸۴) بازیکن فوتبال اهل استونی است.
از باشگاه‌هایی که در آن بازی کرده‌است می‌توان به باشگاه فوتبال شفیلد یونایتد، باشگاه فوتبال منزفیلد تاون، و باشگاه فوتبال فلورا تالین اشاره کرد.
وی همچنین در تیم ملی فوتبال استونی بازی کرده‌است.